# الرابطة البرلمانية 1975–76
الرابطة البرلمانية 1975–76 (بالإنجليزية: 1975–76 Isthmian League)‏ هو موسم من دوري إسثميان، وهو دوري للأندية شبه المحترفة في إنجلترا، فاز فيه نادي إِنفيلد ‏.